# Staatsunabhängige Theologische Hochschule Basel

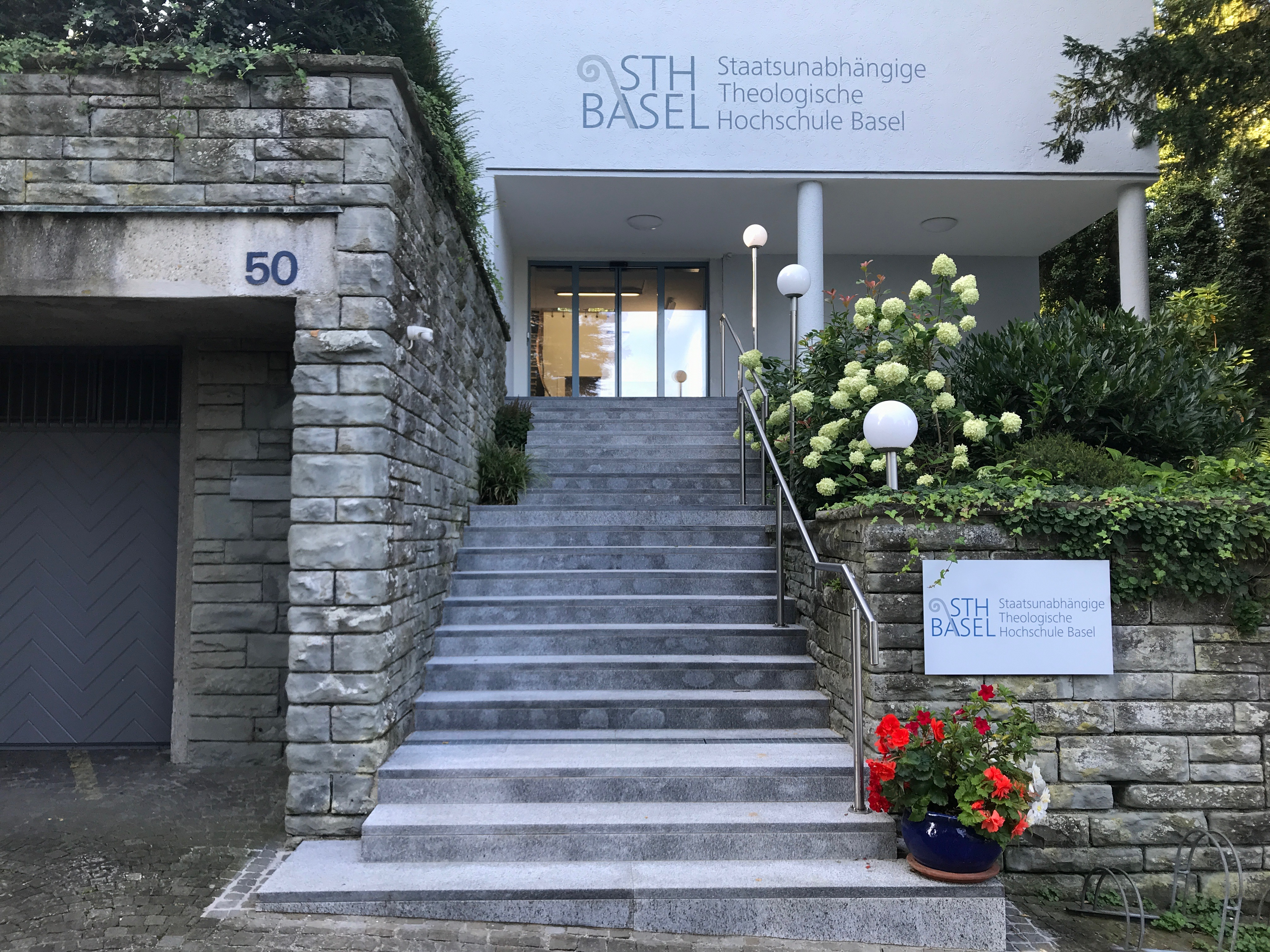
Die Staatsunabhängige Theologische Hochschule Basel am Mühlestiegrain 50 in Riehen

Die Staatsunabhängige Theologische Hochschule Basel (STH Basel) in Riehen bei Basel ist eine evangelisch geprägte Hochschule, die Studenten unterschiedlicher christlicher Konfessionen offensteht. Die STH Basel versteht sich als Alternative zu den theologischen Fakultäten der staatlichen Universitäten und wurde 2022 als universitäre Institution durch die Schweizerische Universitätskonferenz (SUK) reakkreditiert. Die Absolventen des Theologiestudiums erwerben die akademischen Grade des Bachelor oder Master der Theologie. Ein Grossteil der Absolventen ist nach dem Masterstudium im Bereich der Freikirchen oder Landeskirchen sowie in der Theologischen Lehre und Forschung tätig.
Rechtliche und finanzielle Trägerin der STH ist die Immanuel-Stiftung in Riehen BS.

## Geschichte
Nach längeren Vorbereitungen wurde im Jahr 1970 die STH Basel unter dem Namen Freie Evangelisch-Theologische Akademie (FETA) von Samuel R. Külling (1924–2003) gegründet und im Kirchgemeindehaus Oekolampad in Basel eröffnet. Sie erhielt die staatliche Genehmigung zur Errichtung einer Hochschule zur Ausbildung evangelischer Pfarrer.
Die Gründung der damaligen FETA erfolgte im Umfeld eines konservativ-evangelikalen Aufbruchs, der in (West-)Deutschland Mitte der 1960er Jahre Kontur angenommen hatte. Zu ihm gehörten auch Organisationen wie die Bekenntnisbewegung Kein anderes Evangelium und die Konferenz Bekennender Gemeinschaften in den Evangelischen Kirchen Deutschlands, in denen auch FETA-Gründungsmitglied Georg Huntemann aktiv war. Auch die Gründung der FTH Giessen (früher FTA) kann diesem Aufbruch zugerechnet werden.
Anlass der Aufbruchsbewegung waren die stark rationalen, entmythologisierenden Bibelauslegungen um den Theologen Rudolf Bultmann in den 1950er Jahren, die auch den Weg auf etliche Kirchenkanzeln fanden, sowie eine zunehmende Politisierung in der evangelischen Kirche der alten Bundesrepublik, gegen die sich eine Gegenbewegung aus konservativen Kirchenkreisen formierte.
1973 konnte die Liegenschaft am Mühlestiegrain 50 in Riehen erworben werden, wo der Studienbetrieb seither durchgeführt wurde. Im Jahr 1977 wurden Studien an der FETA Basel vom schweizerischen Konkordat der Landeskirchen als gleichwertig mit denen an staatlichen Fakultäten anerkannt. Diese Anerkennung besteht heute nicht mehr. 1983 wurde mit dem Immanuel Verlag ein eigener Buchverlag ins Leben gerufen, der auch Mitglied im Schweizerischen Buchhändler- und Verlegerverband war. 1987 wurde für Doktoratsstudien das Freie Seminar der Theologie in Genf eröffnet.
Die Umbenennung der FETA in Staatsunabhängige Theologische Hochschule Basel erfolgte 1994. Im Jahr 1998 erteilten das schweizerische Bundesamt für Bildung und Wissenschaft (BBW) und die Erziehungsdirektorenkonferenz (EDK) der Hochschule die Einstufung als «universitäre Institution» im Zusammenhang mit der Lissabon-Konvention. Die Umstellung des Studienangebotes gemäss den Bologna-Richtlinien erfolgte ab dem Studienjahr 2007/2008. 2010 und 2012 konnten diese Reformen auf den Stufen Bachelor und Master umgesetzt werden. Im November 2014 wurde die STH durch die Schweizerische Universitätskonferenz (SUK) als universitäre Institution akkreditiert.
2022 verlieh die Hochschule Peter Hahne die Ehrendoktorwürde.

## Bibelverständnis
Die FETA verstand sich von Beginn an als Alternative zum herkömmlichen Theologiestudium an staatlichen Hochschulen, das der vormalige FETA-Student und heutige FTH-Dozent Thomas Schirrmacher 1983 aus der Sicht eines sich als bibeltreu verstehenden Christen so beschrieb:
«Theologiestudium ist kein Zuckerschlecken ... Manch einer sollte es lieber lassen, anstatt umzukommen. Wer es dennoch wagt, braucht die klare Unterstützung einer Beterschar und einer bibelgläubigen Gemeinde, einen erfahrenen Seelsorger und die Bereitschaft, doppelt zu studieren: einmal an der Universität das falsche und dann, leider oft im Selbststudium, die biblischen Grundlagen.»
Das Bibelbekenntnis der FETA hatte folgenden Wortlaut:
«Die Bibel Alten und Neuen Testaments ist in allen ihren Aussagen vom Heiligen Geist inspirierte göttliche Offenbarung und daher die einzige massgebliche Quelle von Wahrheit und Glauben und die uneingeschränkte Autorität in jeder Hinsicht, namentlich für Lehre und Leben. Sie ist das auf allen Gebieten völlig zuverlässige, sachlich richtige, wahre, widerspruchsfreie Wort Gottes. Ihre Voraussagen (Prophezeiungen) sind echt und haben sich erfüllt oder werden sich noch erfüllen.»
Obwohl innerhalb der evangelikalen Bekenntnisbewegungen keine Einigkeit darüber zu erzielen war, was denn nun als das authentisch angenommene Wort Gottes zu verstehen ist, war FETA-Gründungsmitglied Georg Huntemann ein hartnäckiger Verfechter einer einzigen wortwörtlichen und als wahr anzuerkennenden Bibelauslegung. Huntemann verschob das Problem mangelnder Einigkeit in als grundlegend empfundenen Glaubensfragen wie der Frauenordination dahingehend, dass man in der Bekenntnisbewegung in der Besinnung auf die «Unfehlbarkeit der Bibel nicht radikal genug gewesen» sei.
Heute formuliert die STH in ihrem Internetauftritt, für sie sei die Bibel die Grundlage für ihr theologisches Arbeiten und im Anschluss an das Zweite Helvetische Bekenntnis das «wahre Wort Gottes». Im gleichen Zuge weist sie darauf hin, dass «Keine Methode oder theologische Richtung [...] dieses Geheimnis der göttlichen Offenbarung völlig auszuloten» vermag. Daher begegnet sie der Bibel «mit Offenheit und Respekt, geht dabei von ihrer Zuverlässigkeit und göttlichen Inspiration aus, erforscht mit wissenschaftlicher Gründlichkeit deren Bedeutung und bedenkt deren Relevanz für die gegenwärtige Situation von Kirche und Gesellschaft.» So wird unter anderem die Evolutionstheorie hinterfragt und es wurden Seminare mit Vertretern des Intelligent Designs wie Siegfried Scherer angeboten.

## Anerkennung
Im Zuge der Bologna-Reform durchlief die private, vom Kanton Basel-Stadt zugelassene STH Basel den Akkreditierungsprozess für den Bachelor und Masterabschluss in Theologie. War sie 2012 auf der Liste der anerkannten Schweizer Hochschulen der Rektorenkonferenz der Schweizer Universitäten noch nicht aufgeführt, so gelang ihr im November 2014 im zweiten Anlauf die Akkreditierung als universitäre Institution sowie die Akkreditierung des Bachelor- und des Masterstudiengangs in Theologie durch die Schweizerische Universitätskonferenz (SUK).
«Das Konkordat für die Ausbildung der reformierten Pfarrerinnen und Pfarrer und ihre Zulassung zum Kirchendienst (in der Schweiz) hat mit Entscheid vom 26. November 2015 eine neue Regelung für den Eintritt ins Lernvikariat für STH-Absolventen getroffen. Damit werden die Abschlüsse der STH Basel von der Kirche anerkannt. Neben dem Studium an der STH Basel sind insgesamt noch Studienleistungen im Umfang von 60 KP (= zwei Semester) an einer der theologischen Fakultäten von Basel oder Zürich zu erwerben (jeweils etwa die Hälfte im Bachelor- und im Masterstudiengang), um für das Vikariat zugelassen zu werden. Diese Studienleistungen können ihrerseits vonseiten der STH Basel angerechnet werden.»
Die STH Basel hat im Kanton Genf seit 1987 die Genehmigung, am Seminaire Libre de Théologie à Genève Doktoratsstudien mit der Möglichkeit zur Promotion anzubieten. Dies führt zum akademischen Grad Doktor der Theologie (Dr. theol.). Das Seminaire Libre knüpft historisch an der Faculté de l’Oratoire an. Diese aus dem Genfer Réveil hervorgegangene Bildungsinstitution bestand von 1832 bis 1921.
Im Zuge der Akkreditierung durch die Schweizerische Universitätskonferenz 2014 verleiht die STH Basel seit 2017 den akademischen Grad eines Doktor der Theologie (Dr. theol.).
Seit 2020 verleiht die STH Basel mit der Habilitation die höchste akademische Qualifikation und den bevorzugten Weg zur Ordentlichen Professur.

## Professoren und Dozenten
- Jürg H. Buchegger (* 1956), Praktische Theologie seit 2013
- Sven Grosse (* 1962), Historische und Systematische Theologie seit 2009
- Georg Huntemann (1929–2014), Gründungsmitglied, Ethik 1970–2005
- Herbert Jantzen (1922–2022), Dogmatik 1971–1981
- Benjamin Kilchör, Altes Testament seit 2015
- Herbert H. Klement (* 1949), Altes Testament 2005–2015
- Samuel R. Külling (1924–2003), Gründer 1970, Rektor und Altes Testament 1970–2003
- Armin Mauerhofer (* 1946), Praktische Theologie 1986–2016
- Erich Mauerhofer (1942–2025), Neues Testament 1980–1998
- Thomas Schirrmacher (* 1960), Missions- und Religionswissenschaft 1991–1996, Ethik 1995–1996
- Johannes Schwanke, Systematische Theologie seit 2010
- Stefan Schweyer (* 1970), Praktische Theologie seit 2008
- Harald Seubert (* 1967), Philosophie und Religionswissenschaft seit 2012
- Heinrich von Siebenthal (* 1945), Biblische Sprachen seit 2012
- Armin Sierszyn (* 1942), Historische Theologie und Pastoraltheologie 1978–2013
- Christian Stettler (* 1966), Neues Testament seit 2015
- Jacob Thiessen (* 1964), Neues Testament und Rektor seit 2004